# نیکولاس-لوئی دو لاکای
نیکولاس-لوئی دو لاکای (به فرانسوی: Nicolas-Louis de Lacaille) (زاده ۲۸ دسامبر ۱۷۱۳ - درگذشته ۲۱ مارس ۱۷۶۲) ستاره‌شناس و کشیش فرانسوی بود. تاریخ تولدی که اینجا ذکر شده  تاریخی است که در آن غسل تعمید داده شده است؛ بچه‌ها به طور طبیعی در روز تولدشان غسل تعمید داده می‌شدند. تاریخ تولد قدیمی ۱۵ مارس ۱۷۱۳ با توجه به نوزادان زیادی که در قرن هفدهم و هیجدهم در روز تولدشان در کلیسای کاتولیک روم غسل تعمید داده شدند مورد سؤال قرار گرفته است.